# Carl Wilhelmsons villa

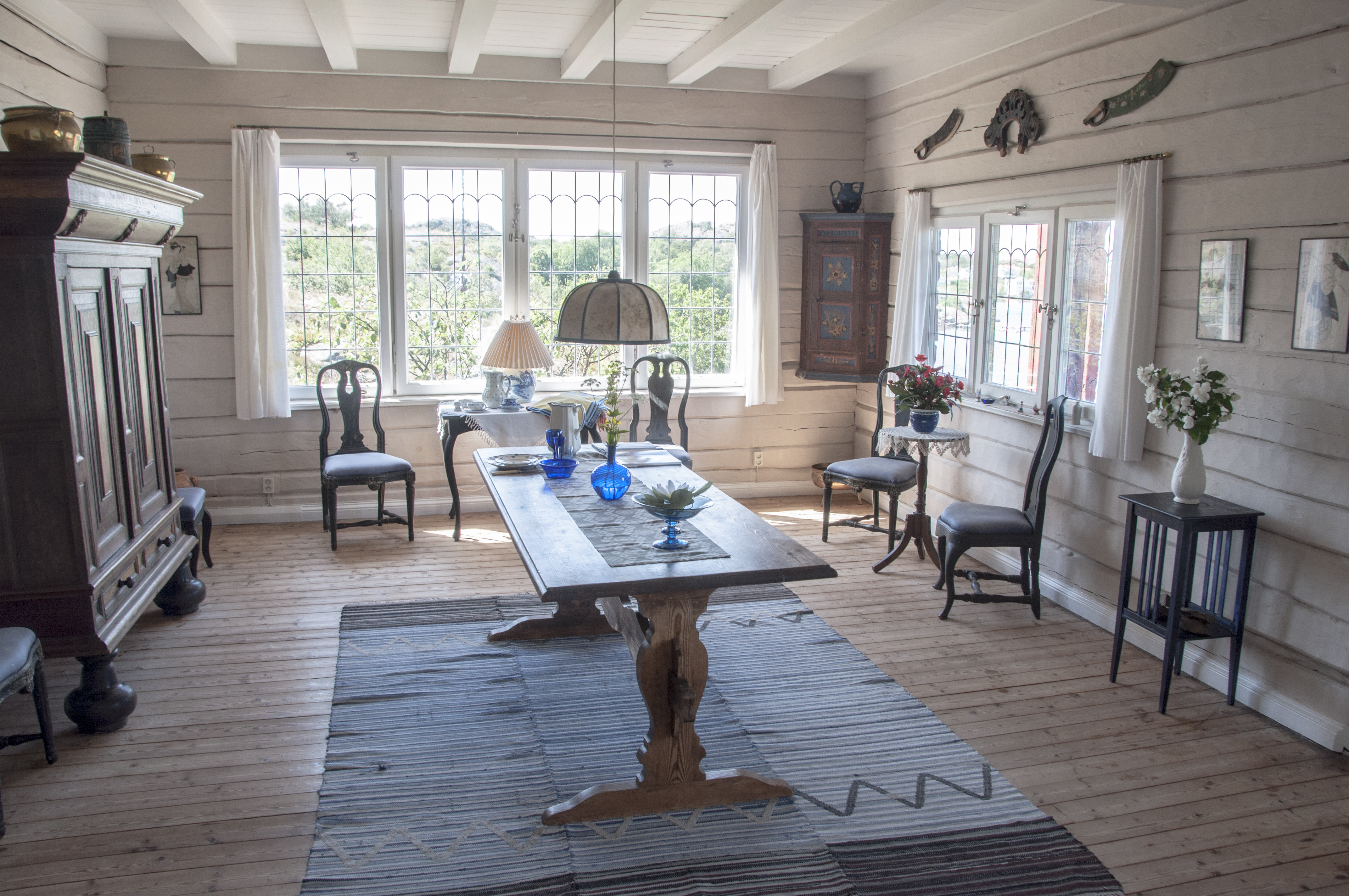
Matsalen.

Carl Wilhelmsons villa är ett byggnadsminne i Fiskebäckskil i Lysekils kommun i Bohuslän. Villan ritades av arkitekten Ivar Callmander för konstnären Carl Wilhelmson och dennes fru Berta Wilhelmson, som flyttade in 1913. Carl Wilhelmsons egen villa byggdes åren 1911–1913 som sommarbostad och ateljé i nationalromantisk stil. Högt uppe på en klipphöjd byggdes ateljévillan av tjärat timmer och med själva ateljéns fönstervägg mot norr med utsikt mot havet och Lysekil. Ateljén inreddes på övervåningen där det är öppet i taknocken, där takfallen möts.

## Historik
Konstnären Carl Wilhelmson hade vuxit upp i fiskesamhället Fiskebäckskil i en familj med sjöfart som yrkesbas. Efter konststudier i bland annat Valands konstskola i Göteborg, litografistudier i Leipzig och studier några år senare i Paris för att utbilda sig i konstnärligt målande kom han att återvända till det lilla fiskesamhället på somrarna. Under åren i Frankrike tog han intryck av Paul Gauguin och liksom denne fascinerades han av Bretagne och kustbefolkningens enkla levnadsvanor. Hemma i Sverige hämtade han inspiration från den egna hembygden och från fiskarbefolkningens vardag i Fiskebäckskil.
År 1897 återvände Carl Wilhelmson från Paris till Sverige och Göteborg. I Göteborg arbetade Wilhelmson som lärare på Valands målarskola under tretton år. Carl Wilhelmson var föreståndare för Valands målarskola under åren 1896-1910 och då hans blivande hustru Berta Kerfstedt antogs vid konstskolan 1898 fick hon Carl som lärare. Därefter flyttade han 1910 med sin familj till Stockholm och 1912 öppnade en egen privat konstskola i Stockholm, som han drev i sjutton år fram till sin död 1928. Dottern Ana Wilhelmson-Lagerman var elev vid sin fars målarskola i Stockholm under åren 1923-1928. 1925 blev Carl Wilhelmson professor vid Konstakademien i Stockholm.
Till en början hade han hyrt ateljé i olika byggnader i Fiskebäckskil, men 1911, då han hade flyttat till Stockholm, lämnade han in en beställning på en egen sommarvilla med ateljé. Arkitekten Ivar Callmander, vars far varit Wilhelmsons lärare på Valands målarskola, ritade en mörktjärad nationalromantisk byggnad i två våningar. Det högt belägna ensamliggande huset uppfördes av den lokale byggmästaren Simon Hansson och stod färdigt 1912. Byggmästaren hade motsatt sig de knuttimrade fasaderna utan någon skyddande panel, men Wilhelmson och arkitekten fick som de ville och 1913 flyttade familjen in.
Huset ägs än idag av släktingar till konstnären och förevisas för allmänheten en gång om året på sommaren. Det är mycket välbevarat och interiören har i stort sett lämnats orörd. Byggmästaren fick rätt kring fasadens täthet, och den har med åren klätts med panel på alla sidor utom ateljégaveln där man fortfarande kan se den friliggande knuttimringen.
Sedan 1996 är villan byggnadsminne.

## Bildgalleri ateljévillan i Fiskebäckskil

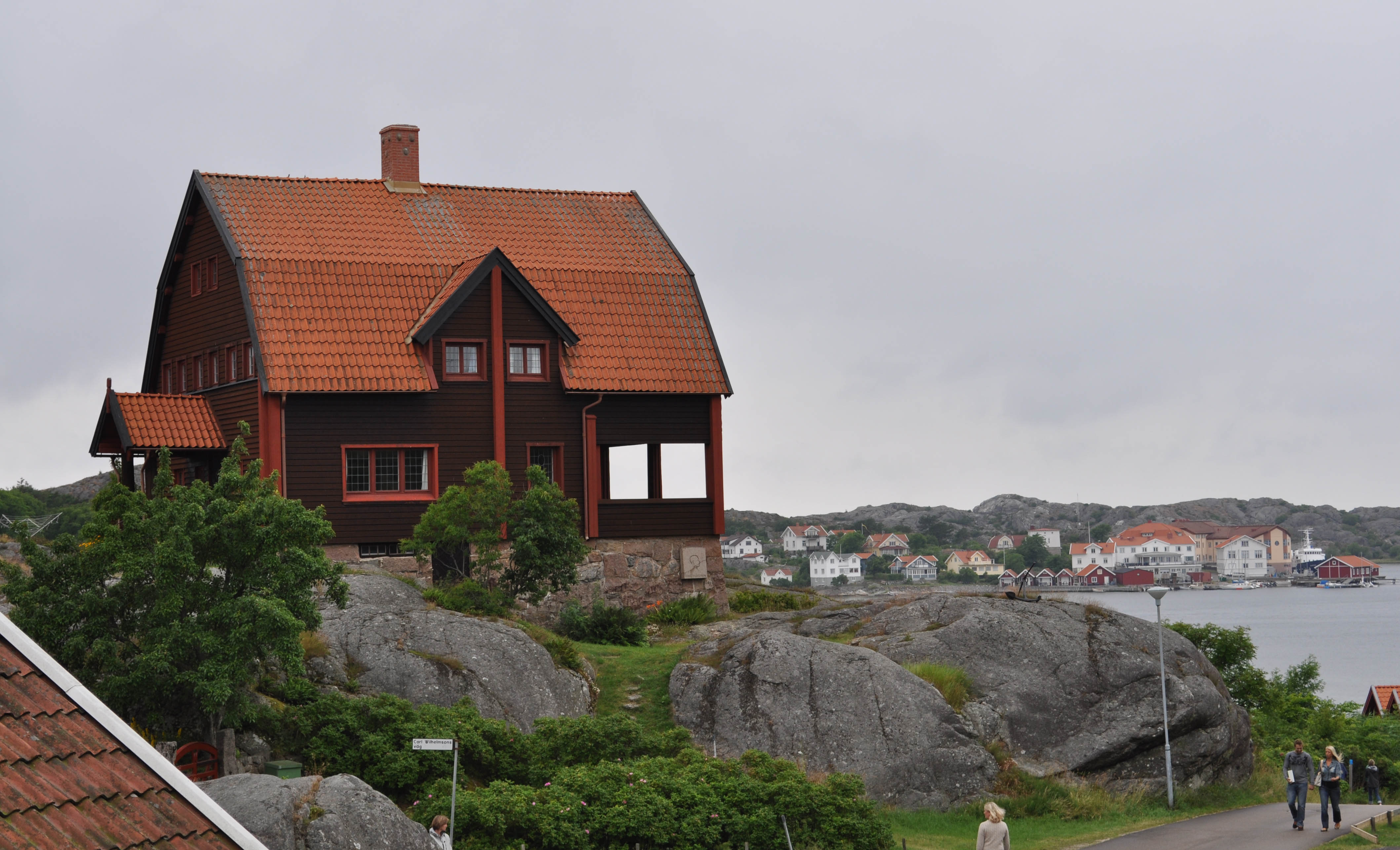
Ateljévillan
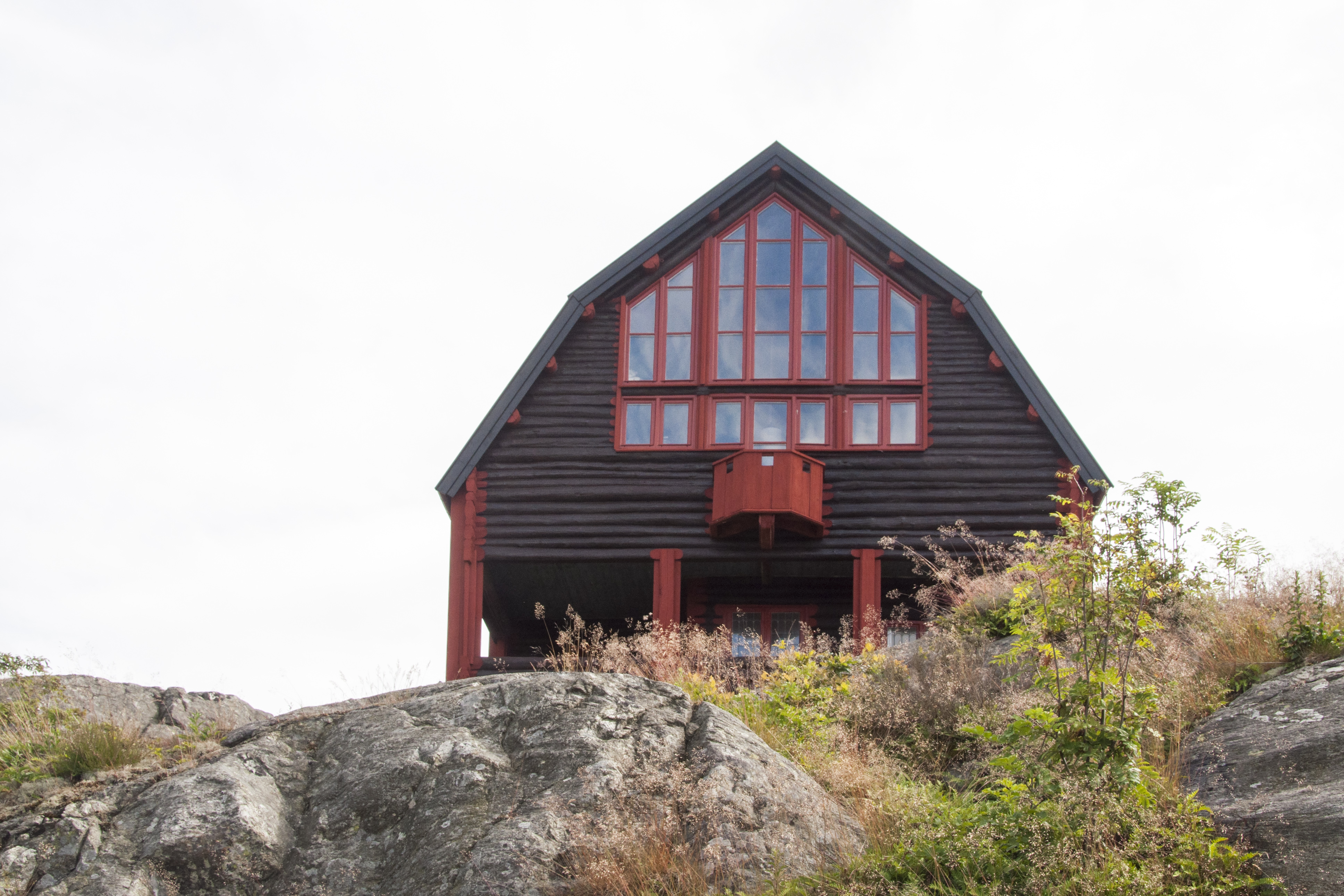
Villan med de stora ateljéfönstren med utsikt mot havet.
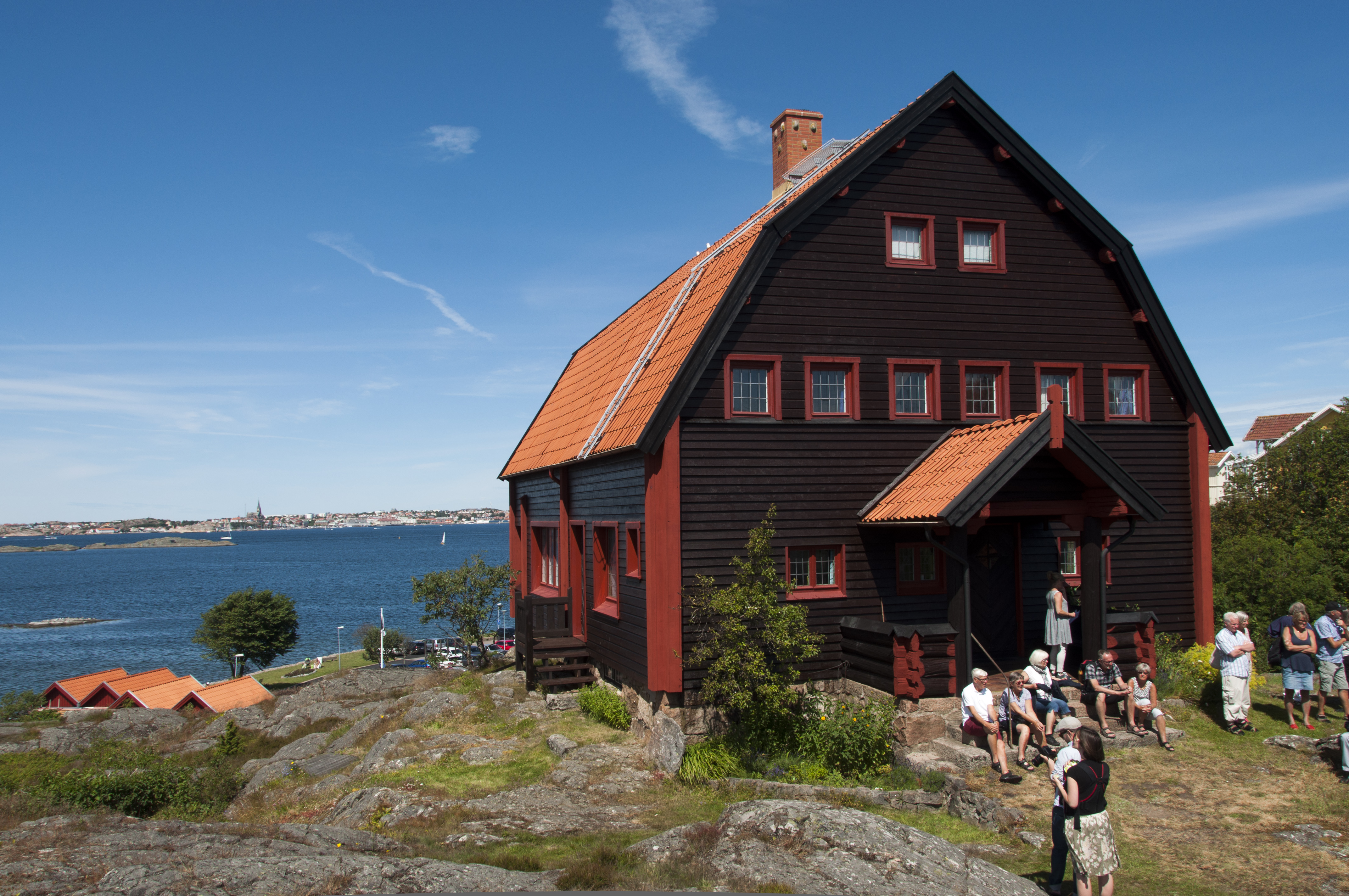
Villan från söder.
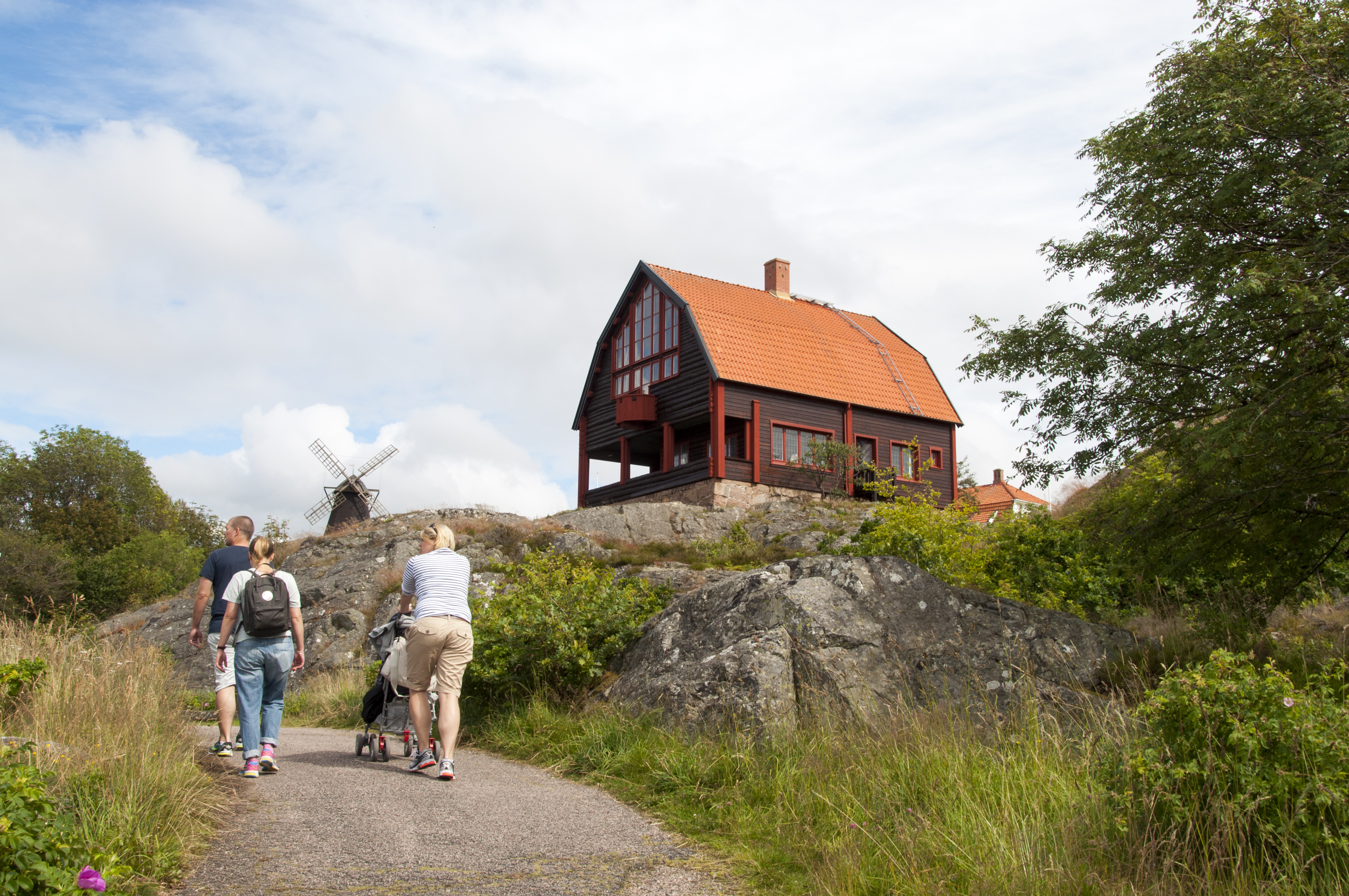
Villan från norr.
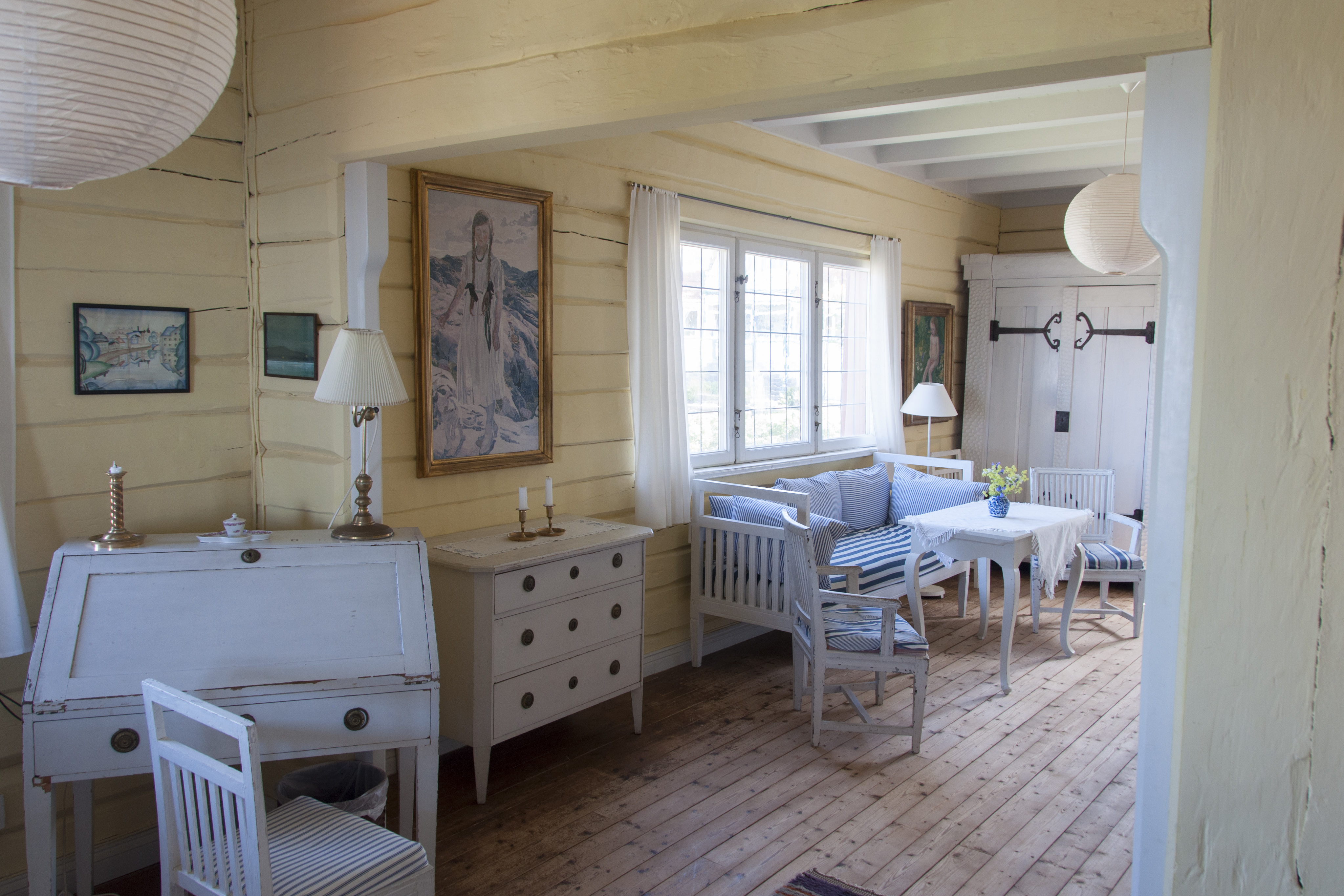
Interiör.
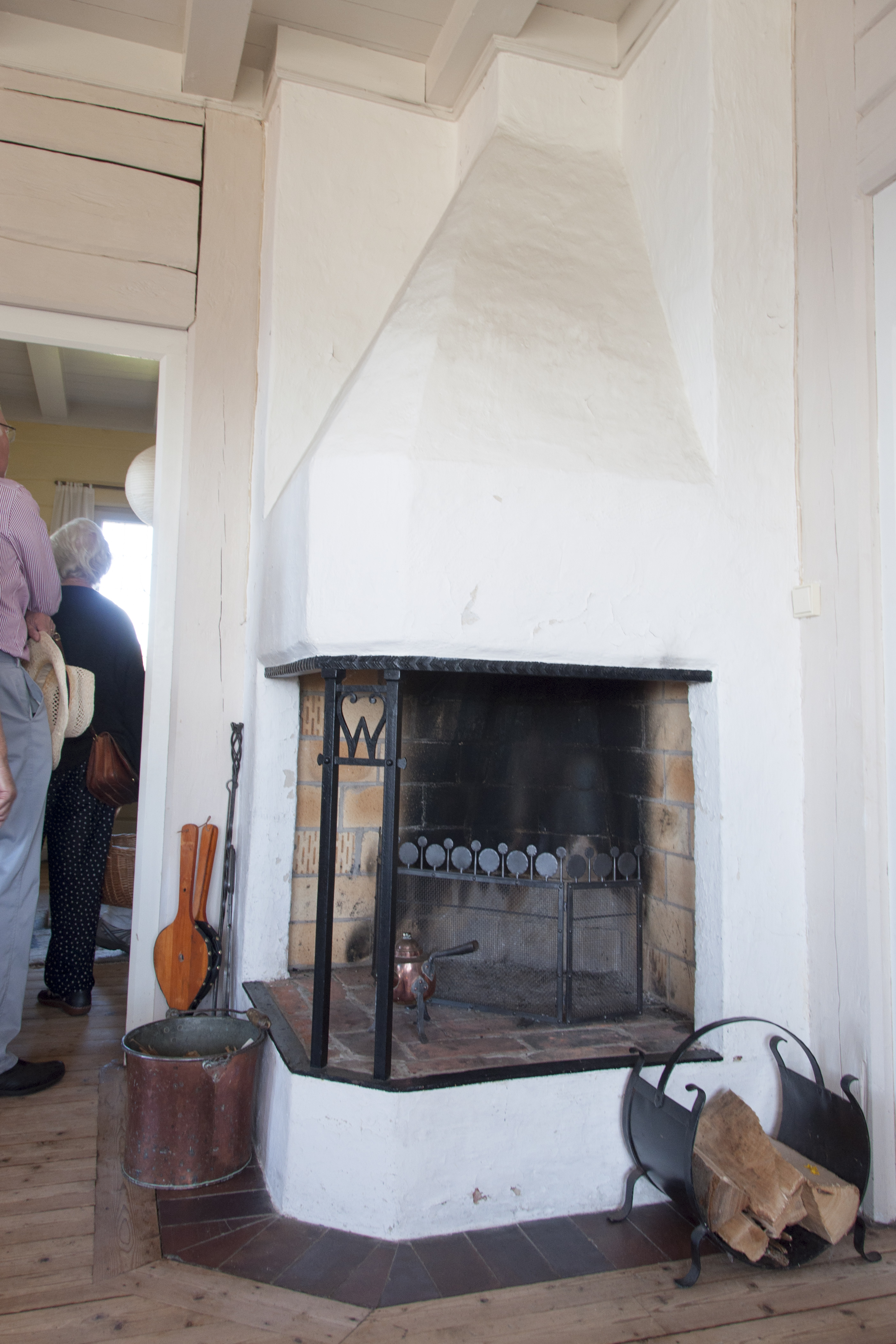
Interiör.
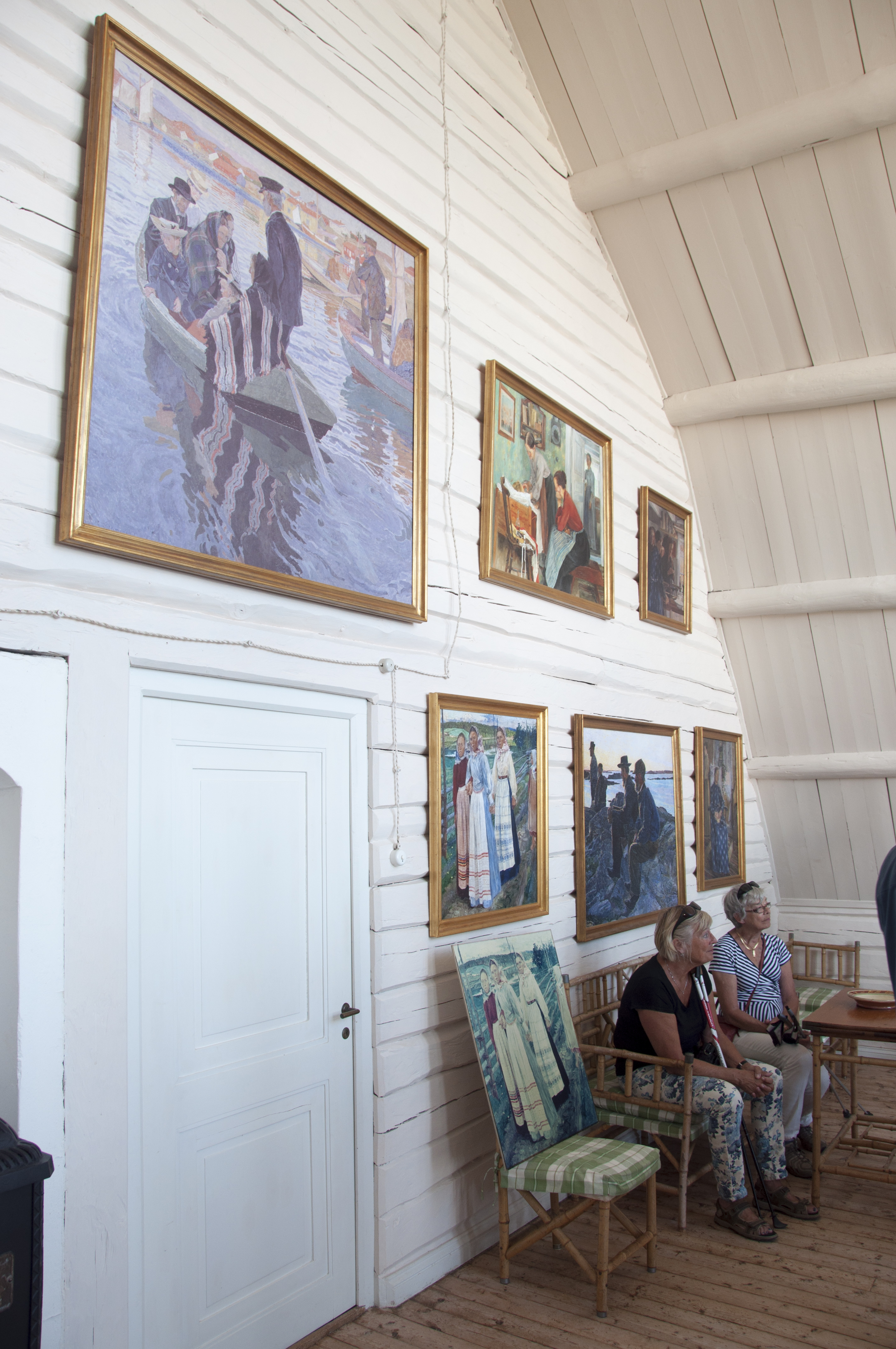
Interiör.
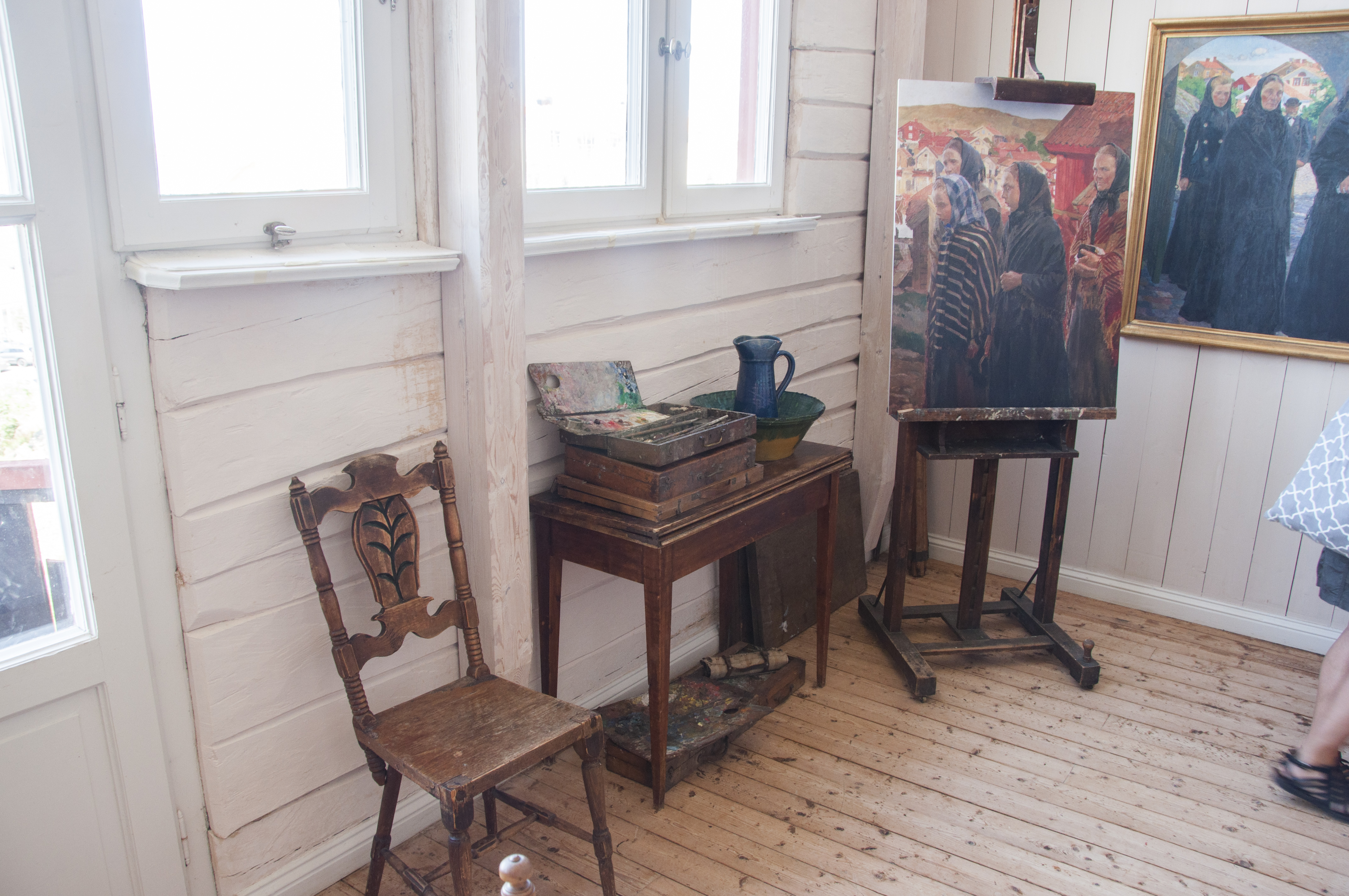
Interiör med staffli och målarskrin.
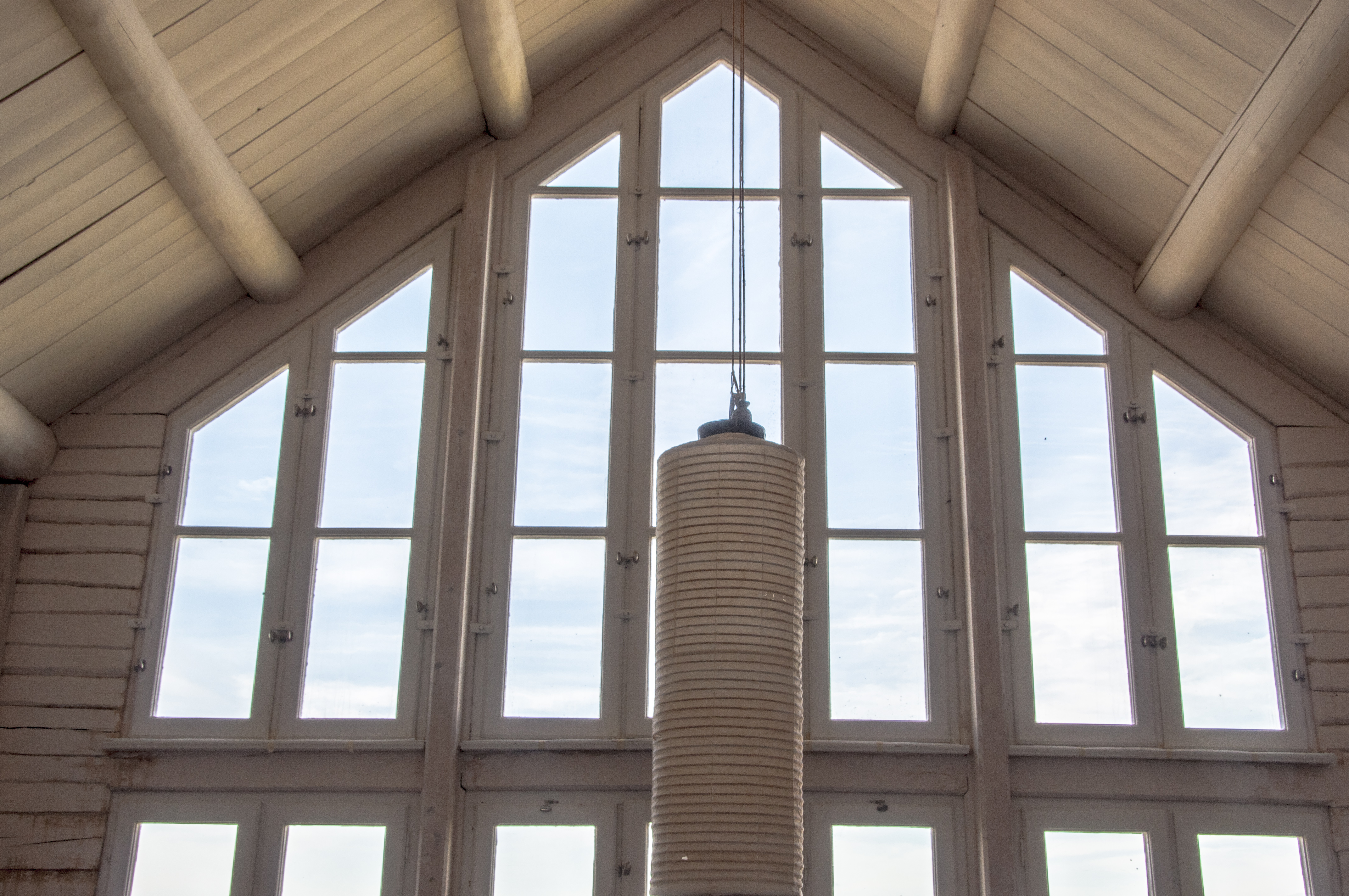
Atleljéfönstren inifrån.

## Webbkällor
- GP:Här bodde Carl Wilhelmson, 24 mars 2015
- anläggningspresentation